# Saotis bilineata
Saotis bilineata là một loài tò vò trong họ Ichneumonidae.